# غار سنور
غار سنور (انگلیسی: Sannur Cave)، غاری مبتنی بر کارست است که در کشور مصر واقع شده است واز آب‌های زیرزمینی که در سنگ آهک دوران ائوسن فلات جلاله مصر جریان دارند، تشکیل شده است. عمر این غار به ۶۵ میلیون سال گذشته بازمی‌گردد و به عنوان یکی از میراث طبیعی و زمین‌شناسی مهم به‌شمار می‌رود.